# Grégory Malicki
Grégory Malicki (ur. 23 listopada 1973 w Thiais) – francuski piłkarz polskiego pochodzenia,grający na pozycji bramkarza w Angers SCO.

## Kariera klubowa
| Sezon   | Klub                        | Kraj    | Rozgrywki  | Mecze | Bramki | Rozgrywki Europy   | Mecze | Bramki |
| ------- | --------------------------- | ------- | ---------- | ----- | ------ | ------------------ | ----- | ------ |
| 1995/96 | Chamois Niortais FC         | Francja | Division 2 | 16    | 0      | -                  | -     | -      |
| 1996/97 | Chamois Niortais FC         | Francja | Division 2 | 41    | 0      | -                  | -     | -      |
| 1997/98 | Chamois Niortais FC         | Francja | Division 2 | 41    | 0      | -                  | -     | -      |
| 1998/99 | Chamois Niortais FC         | Francja | Division 2 | 36    | 0      | -                  | -     | -      |
| 1999/00 | Stade Rennais FC            | Francja | Division 1 | 9     | 0      | Liga Europy UEFA   | 6     | 0      |
| 1999/00 | US Créteil-Lusitanos (wyp.) | Francja | Division 2 | 16    | 0      | -                  | -     | -      |
| 2000/01 | LB Châteauroux (wyp.)       | Francja | Division 2 | 36    | 0      | -                  | -     | -      |
| 2001/02 | Lille OSC (wyp.)            | Francja | Division 1 | 2     | 0      | -                  | -     | -      |
| 2002/03 | Lille OSC                   | Francja | Ligue 1    | 8     | 0      | -                  | -     | -      |
| 2003/04 | Lille OSC                   | Francja | Ligue 1    | 4     | 0      | -                  | -     | -      |
| 2004/05 | Lille OSC                   | Francja | Ligue 1    | 1     | 0      | -                  | -     | -      |
| 2005/06 | Lille OSC                   | Francja | Ligue 1    | 6     | 0      | Liga Europy UEFA   | 1     | 0      |
| 2006/07 | Lille OSC                   | Francja | Ligue 1    | 6     | 0      | Liga Mistrzów UEFA | 2     | 0      |
| 2007/08 | Lille OSC                   | Francja | Ligue 1    | 8     | 0      | -                  | -     | -      |
| 2008/09 | Lille OSC                   | Francja | Ligue 1    | 34    | 0      | -                  | -     | -      |
| 2009/10 | Dijon FCO                   | Francja | Ligue 2    | 33    | 0      | -                  | -     | -      |
| 2010/11 | Angers SCO                  | Francja | Ligue 2    | 27    | 0      | -                  | -     | -      |
| 2011/12 | Angers SCO                  | Francja | Ligue 2    | 34    | 0      | -                  | -     | -      |
| 2012/13 | Angers SCO                  | Francja | Ligue 2    | 20    | 0      | -                  | -     | -      |

Stan na: 17 stycznia 2013 r.